# Cospindo
Cospindo (llamada oficialmente San Tirso de Cospindo) es una parroquia española del municipio de Puenteceso, en la provincia de La Coruña, Galicia.

## Entidades de población
Entidades de población que forman parte de la parroquia:
- Balarés
- Briallo (O Briallo)
- Brijería (A Brixería)
- Cedeira
- Cerezo de Abajo (Cerezo de Abaixo)
- Couto (O Couto)
- Currás
- Horta de Montes
- Mato tras do Souto
- O Campo
- O Lugar da Fonte
- Ponteceso

## Demografía
| Gráfica de evolución demográfica de Cospindo entre 2000 y 2019 |
|                                                                |
| Datos según el nomenclátor publicado por el INE.               |